# Майский (Оричевский район)
Майский — поселок в Оричевском районе Кировской области в составе Спас-Талицкого сельского поселения.

## География
Находится на левом берегу реки Быстрица на расстоянии примерно 15 км по прямой на восток от районного центра поселка Оричи.

## История
Известен с 1978 года. В 1989 году учтено 55 жителей .

## Население
Постоянное население  составляло 42 человека (русские 88%) в 2002 году, 23 в 2010.